# Pedicularis ophiocephala
Pedicularis ophiocephala är en snyltrotsväxtart som beskrevs av Carl Maximowicz. Pedicularis ophiocephala ingår i släktet spiror, och familjen snyltrotsväxter. Inga underarter finns listade i Catalogue of Life.